# 鄒絢
鄒絢（1504年—？），字原素，浙江紹興府餘姚縣人，竈籍，明朝政治人物。

## 生平
嘉靖十三年（1534年）甲午科應天府鄉試第七十六名舉人。嘉靖十四年（1535年）中式乙未科會試第三十九名，登第二甲第三十四名進士。

## 家族
曾祖鄒本善；祖父鄒珙；父鄒杲，母許氏。嚴侍下。